# Lino Marzorati
Lino Marzorati (Rho, 12 ottobre 1986) è un ex calciatore italiano, di ruolo difensore.

## Biografia
Il suo cognome è stato conosciuto fino all'inizio del 2007 come Marzoratti, a causa di un errore anagrafico, fino a quando il giocatore non ha rivelato il problema e il fatto di avere già avviato le pratiche burocratiche per ottenere la revisione del proprio cognome.

## Caratteristiche tecniche
Gioca soprattutto nel ruolo di difensore centrale, ma a volte è stato schierato come terzino destro.

## Carriera

### Club
Cresciuto calcisticamente nelle file del Milan, fa il suo esordio in Serie A con i rossoneri sul finire della stagione 2004-2005. Debutta il 20 maggio 2005 in Milan-Palermo 3-3. Successivamente, guadagnerà altre due presenze con il Milan nella Coppa Italia 2005-06, nella doppia sfida contro il Brescia negli ottavi di finale.
Per la stagione 2006-07 passa in prestito all'Empoli, con cui colleziona un buon numero di presenze tra campionato e Coppa Italia, e con cui segna il primo gol in Serie A il 28 febbraio 2007 contro il Messina. Il 9 giugno 2008 la compartecipazione tra Milan ed Empoli per il suo cartellino si è risolta con il passaggio definitivo all'Empoli.
Il 16 luglio 2009 viene acquistato dal Cagliari, ma dopo un solo anno torna all'Empoli, che ne riscatta la comproprietà. Il 27 agosto 2011 viene acquistato in comproprietà dal Sassuolo. Il 18 maggio 2013 vince il campionato di Serie B e conquista la promozione in Serie A con la squadra emiliana guidata da Eusebio Di Francesco. In Serie A firma la prima rete in maglia nero-verde alla 14ª giornata (il provvisorio 0-1 del Sassuolo contro il Cagliari, partita poi terminata sul 2-2).
Non trovandosi più a suo agio nell'ambiente sassolese, pur avendo giocato da titolare nella prima metà della stagione, decise di cambiare squadra. Pertanto, il 28 gennaio 2014 viene acquistato a titolo definitivo dal Modena, con cui firma un biennale.
Nel 2014-2015 si piazza 11º nella Top 15 dei difensori di Serie B secondo una classifica stilata dalla Lega Serie B.
Il 26 dicembre 2016 firma, da svincolato, con il Prato, militante in Lega Pro.
Il 29 gennaio 2018 passa alla Juve Stabia.. In due stagioni disputerà 36 partite, andando a segno una volta. 
L'11 luglio 2019 passa alla Cavese, sempre in serie C, dove giocherà 20 partite in tutto. 
Il 7 settembre 2020 la Cavese, nonostante abbia ancora un anno di contratto, lo cede al Lecco.

### Nazionale
Tra il 2002 ed il 2006 viene convocato in tutte le Nazionali giovanili, partecipando, da terzino destro, anche al Mondiale Under-20 2005 nei Paesi Bassi.
Nell'ottobre del 2006 arriva nel gruppo della Nazionale Under-21, debuttando contro il Lussemburgo il 12 dicembre dello stesso anno.
È un componente del biennio 2007-2009 dell'Under-21, e viene inserito dal tecnico Pierluigi Casiraghi nella lista dei 23 convocati per l'Europeo U-21 2009.

## Dopo il ritiro
Nel settembre del 2024, dopo aver completato il corso specifico presso il Settore Tecnico della FIGC a Coverciano, Marzorati consegue la licenza UEFA A, che consente di guidare tutte le squadre giovanili (comprese le Primavera), tutte le squadre femminili e le prime squadre maschili fino alla Serie C inclusa.

## Statistiche

### Presenze e reti nei club
| Stagione           | Squadra            | Campionato         | Campionato | Campionato | Coppe nazionali | Coppe nazionali | Coppe nazionali | Coppe europee | Coppe europee | Coppe europee | Altre coppe | Altre coppe | Altre coppe | Totale | Totale |
| Stagione           | Squadra            | Comp               | Pres       | Reti       | Comp            | Pres            | Reti            | Comp          | Pres          | Reti          | Comp        | Pres        | Reti        | Pres   | Reti   |
| ------------------ | ------------------ | ------------------ | ---------- | ---------- | --------------- | --------------- | --------------- | ------------- | ------------- | ------------- | ----------- | ----------- | ----------- | ------ | ------ |
| 2004-2005          | Milan              | A                  | 1          | 0          | CI              | 0               | 0               | UCL           | -             | -             | SI          | -           | -           | 1      | 0      |
| 2005-2006          | Milan              | A                  | 0          | 0          | CI              | 2               | 0               | UCL           | -             | -             | -           | -           | -           | 2      | 0      |
| Totale Milan       | Totale Milan       | Totale Milan       | 1          | 0          |                 | 2               | 0               |               | -             | -             |             | -           | -           | 3      | 0      |
| 2006-2007          | Empoli             | A                  | 26         | 1          | CI              | 4               | 0               | -             | -             | -             | -           | -           | -           | 30     | 1      |
| 2007-2008          | Empoli             | A                  | 32         | 1          | CI              | 1               | 0               | CU            | 2             | 0             | -           | -           | -           | 35     | 1      |
| 2008-2009          | Empoli             | B                  | 27         | 0          | CI              | 1               | 0               | -             | -             | -             | -           | -           | -           | 28     | 0      |
| 2009-2010          | Cagliari           | A                  | 13         | 0          | CI              | 1               | 0               | -             | -             | -             | -           | -           | -           | 14     | 0      |
| 2010-2011          | Empoli             | B                  | 23         | 1          | CI              | 0               | 0               | -             | -             | -             | -           | -           | -           | 23     | 1      |
| Totale Empoli      | Totale Empoli      | Totale Empoli      | 108        | 3          |                 | 6               | 0               |               | 2             | 0             |             | -           | -           | 116    | 3      |
| 2011-2012          | Sassuolo           | B                  | 34+2       | 0          | CI              | -               | -               | -             | -             | -             | -           | -           | -           | 36     | 0      |
| 2012-2013          | Sassuolo           | B                  | 19         | 0          | CI              | 0               | 0               | -             | -             | -             | -           | -           | -           | 19     | 0      |
| 2013-gen. 2014     | Sassuolo           | A                  | 9          | 1          | CI              | 0               | 0               | -             | -             | -             | -           | -           | -           | 9      | 1      |
| Totale Sassuolo    | Totale Sassuolo    | Totale Sassuolo    | 62+2       | 1          |                 | 0               | 0               |               | -             | -             |             | -           | -           | 64     | 1      |
| gen.-giu. 2014     | Modena             | B                  | 16         | 0          | CI              | -               | -               | -             | -             | -             | -           | -           | -           | 16     | 0      |
| 2014-2015          | Modena             | B                  | 24+2       | 0          | CI              | 2               | 0               | -             | -             | -             | -           | -           | -           | 28     | 0      |
| 2015-2016          | Modena             | B                  | 34         | 1          | CI              | 2               | 0               | -             | -             | -             | -           | -           | -           | 36     | 1      |
| Totale Modena      | Totale Modena      | Totale Modena      | 74+2       | 1          |                 | 4               | 0               |               | -             | -             |             | -           | -           | 80     | 1      |
| 2016-2017          | Prato              | LP                 | 15+2       | 2          | CI-LP           | -               | -               | -             | -             | -             | -           | -           | -           | 17     | 2      |
| 2017-gen. 2018     | Prato              | C                  | 17         | 0          | CI-C            | 3               | 1               | -             | -             | -             | -           | -           | -           | 20     | 1      |
| Totale Prato       | Totale Prato       | Totale Prato       | 32+2       | 2          |                 | 3               | 1               |               | -             | -             |             | -           | -           | 37     | 3      |
| gen.-giu. 2018     | Juve Stabia        | C                  | 10+1       | 1          | CI+CI-C         | -               | -               | -             | -             | -             | -           | -           | -           | 11     | 1      |
| 2018-2019          | Juve Stabia        | C                  | 26         | 0          | CI+CI-C         | 2+0             | 0               | -             | -             | -             | SC-C        | 2           | 0           | 30     | 0      |
| Totale Juve Stabia | Totale Juve Stabia | Totale Juve Stabia | 36+3       | 1          |                 | 2               | 0               |               | -             | -             |             | -           | -           | 41     | 1      |
| 2019-2020          | Cavese             | C                  | 20         | 0          | CI+CI-C         | 1+0             | -               | -             | -             | -             | -           | -           | -           | 21     | 0      |
| 2020-2021          | Lecco              | C                  | 21         | 1          |                 | -               | -               | -             | -             | -             | -           | -           | -           | 21     | 1      |
| 2021-2022          | Lecco              | C                  | 23+1       | 0          | CI-C            | 1               | 0               | -             | -             | -             | -           | -           | -           | 25     | 0      |
| Totale Lecco       | Totale Lecco       | Totale Lecco       | 44+1       | 1          |                 | 1               | 0               |               | -             | -             |             | -           | -           | 46     | 1      |
| Totale carriera    | Totale carriera    | Totale carriera    | 390+8      | 8          |                 | 20              | 1               |               | 2             | 0             |             | 2           | 0           | 420    | 9      |

### Cronologia presenze e reti in nazionale
| Cronologia completa delle presenze e delle reti in nazionale ― Italia olimpica | Cronologia completa delle presenze e delle reti in nazionale ― Italia olimpica | Cronologia completa delle presenze e delle reti in nazionale ― Italia olimpica | Cronologia completa delle presenze e delle reti in nazionale ― Italia olimpica | Cronologia completa delle presenze e delle reti in nazionale ― Italia olimpica | Cronologia completa delle presenze e delle reti in nazionale ― Italia olimpica | Cronologia completa delle presenze e delle reti in nazionale ― Italia olimpica | Cronologia completa delle presenze e delle reti in nazionale ― Italia olimpica |
| Data                                                                           | Città                                                                          | In casa                                                                        | Risultato                                                                      | Ospiti                                                                         | Competizione                                                                   | Reti                                                                           | Note                                                                           |
| ------------------------------------------------------------------------------ | ------------------------------------------------------------------------------ | ------------------------------------------------------------------------------ | ------------------------------------------------------------------------------ | ------------------------------------------------------------------------------ | ------------------------------------------------------------------------------ | ------------------------------------------------------------------------------ | ------------------------------------------------------------------------------ |
| 23-5-2008                                                                      | La Seyne-sur-Mer                                                               | Italia olimpica                                                                | 2 – 1                                                                          | Turchia under 23                                                               | Torneo di Tolone 2008 - 1º turno                                               | -                                                                              |                                                                                |
| 25-5-2008                                                                      | Tolone                                                                         | Italia olimpica                                                                | 2 – 0                                                                          | Stati Uniti olimpica                                                           | Torneo di Tolone 2008 - 1º turno                                               | -                                                                              |                                                                                |
| Totale                                                                         |                                                                                | Presenze                                                                       | 2                                                                              |                                                                                | Reti                                                                           | 0                                                                              |                                                                                |

## Palmarès

### Club
- Campionato italiano di Serie B: 1

Sassuolo: 2012-2013
- Serie C: 1

Juve Stabia: 2018-2019 (girone C)

### Nazionale
- Torneo di Tolone: 1

2008